# Морды (гмина)
Морды (пол. Mordy) — гмина (волость) в Польше, входит как административная единица в Седлецкий повет, Мазовецкое воеводство. Население — 6400 человек (на 2004 год).

## Демография
| Перепись                       | Всего   | Всего | Женщины | Женщины | Мужчины | Мужчины |
| ------------------------------ | ------- | ----- | ------- | ------- | ------- | ------- |
| Единицы                        | человек | %     | человек | %       | человек | %       |
| Население                      | 6400    | 100   | 3208    | 50,1    | 3192    | 49,9    |
| Плотность населения (чел./км²) | 37,6    | 37,6  | 18,9    | 18,9    | 18,8    | 18,8    |

## Сельские округа
1. Чепелин
2. Чепелин-Колёня
3. Чоломые
4. Доливо
5. Глухув
6. Климонты
7. Кшимоше
8. Лесничувка
9. Огродники
10. Оленды
11. Пеньки
12. Пюры-Пытки
13. Остое
14. Пюры-Вельке
15. Плосоджа
16. Пташки
17. Радзикув-Корница
18. Радзикув-Очки
19. Радзикув-Стопки
20. Радзикув-Вельки
21. Рогузец
22. Сосенки-Яйки
23. Стара-Весь
24. Сток-Руски
25. Суходулек
26. Суходул-Вельки
27. Вельгож
28. Войнув
29. Вулька-Бернаты
30. Вулька-Сосеньска
31. Вычулки

## Соседние гмины
1. Гмина Лосице
2. Гмина Ольшанка
3. Гмина Папротня
4. Гмина Пшесмыки
5. Седльце
6. Гмина Сухожебры
7. Гмина Збучин